# Ясменник
Ясме́нник (лат. Aspérula) — род многолетних или однолетних травянистых растений семейства Мареновые (Rubiaceae). В ряде русскоязычных энциклопедий встречаются его следующие названия: ясменик, шерошница, ясминник, жасминник, асперула и есмяник.

## Ботаническое описание
Многолетние или однолетние растения, иногда с древеснеющим внизу стеблем.
Листья цельные, мутовчатые, иногда супротивные.
Цветки мелкие, обоеполые, парные, с прицветниками, собранные в кистевидные или зонтиковидные метельчатые соцветия. Венчик трубчато-воронковидный или колокольчатый. Тычинок 4—5; столбик двураздельный; рыльце головчатое или булавовидные.
Плод — сухой, двойчатый орешек, голый или опушённый.

## Экология и распространение
Представители рода встречаются преимущественно в Средиземноморской области.
Произрастают на лугах, в лесах, на горных склонах.

## Классификация

### Таксономия
- Asperula L., 1753, Sp. Pl. : 103

Род Ясменник включается в семейство Мареновые (Rubiaceae) порядка Горечавкоцветные (Gentianales), последовательно входящего в более крупные клады Ламииды → Астериды → Суперастериды → Эвдикоты → Цветковые растения. Таксономическая схема в соответствии с Системой APG IV по состоянию на июнь 2024 года:
|  |                          |  |                                   |                                   |                     |  | еще 4 семейства |               |               |                                                            |
|  |                          |  |                                   |                                   |                     |  |                 |               |               | 92 подтвержденных вида и 17 видов, ожидающих подтверждения |
|  |                          |  |                                   | порядок Горечавкоцветные          |                     |  |                 |               | род Ясменник  |                                                            |
|  |                          |  |                                   | порядок Горечавкоцветные          |                     |  |                 |               | род Ясменник  |                                                            |
|  | клада Цветковые растения |  |                                   |                                   | семейство Мареновые |  |                 |               |               |                                                            |
|  | клада Цветковые растения |  |                                   |                                   |                     |  |                 |               |               |                                                            |
|  |                          |  | ещё 63 порядка цветковых растений | ещё 63 порядка цветковых растений |                     |  |                 | еще 611 родов | еще 611 родов |                                                            |
|  |                          |  |                                   | ещё 63 порядка цветковых растений |                     |  |                 |               | еще 611 родов |                                                            |

## Виды
Некоторые из них:
- Asperula ambleia Airy Shaw & Turrill
- Asperula arcadiensis — Ясменник аркадский
- Asperula arvensis L. typus[7] — Ясменник полевой
- Asperula asthenes Airy Shaw & Turrill
- Asperula charophyton Airy Shaw & Turrill
- Asperula chlorantha
- Asperula conferta Hook.f. — Ясменник скученный
- Asperula cunninghamii Airy Shaw & Turrill
- Asperula cynanchica L. — Ясменник розоватый, или Ясменник розовый
- Asperula euryphylla Airy Shaw & Turrill
- Asperula gemella Airy Shaw & Turrill
- Asperula geminifolia F.Muell.
- Asperula graveolens Bieb. ex Schult. et Schult.f. — Ясменник пахучий
- Asperula gunnii Hook.f.
- Asperula gussonei
- Asperula hirta — Ясменник опушённый
- Asperula hungarorum Borbás
- Asperula kryloviana Serg. — Ясменник Крылова
- Asperula laevigata
- Asperula minima Hook.f.
- Asperula orientalis Boiss. & Hohen. — Ясменник восточный, или Ясменник голубой
- Asperula purpurea — Ясменник пурпурный
- Asperula pusilla Hook.f.
- Asperula scoparia Hook.f. — Ясменник веничный
- Asperula subsimplex Hook.f.
- Asperula subulifolia Airy Shaw & Turrill
- Asperula syrticola (Miq.) Toelken
- Asperula taurina Pacz. — Ясменник крымский
- Asperula tinctoria L. — Ясменник красильный

## Синонимы
- Asterophyllum K.F.Schimp. & Spenn.
- Blepharostemma Fourr.
- Chrozorrhiza Ehrh.
- Galiopsis St.-Lag.
- Leptunis Steven